# Titikaveka Field
Titikaveka Field – stadion piłkarski w Titikaveka na Wyspach Cooka. Swoje mecze rozgrywa na nim drużyna piłkarska Titikaveka FC. Stadion może pomieścić 1000 widzów.